# Veli Lehtelä

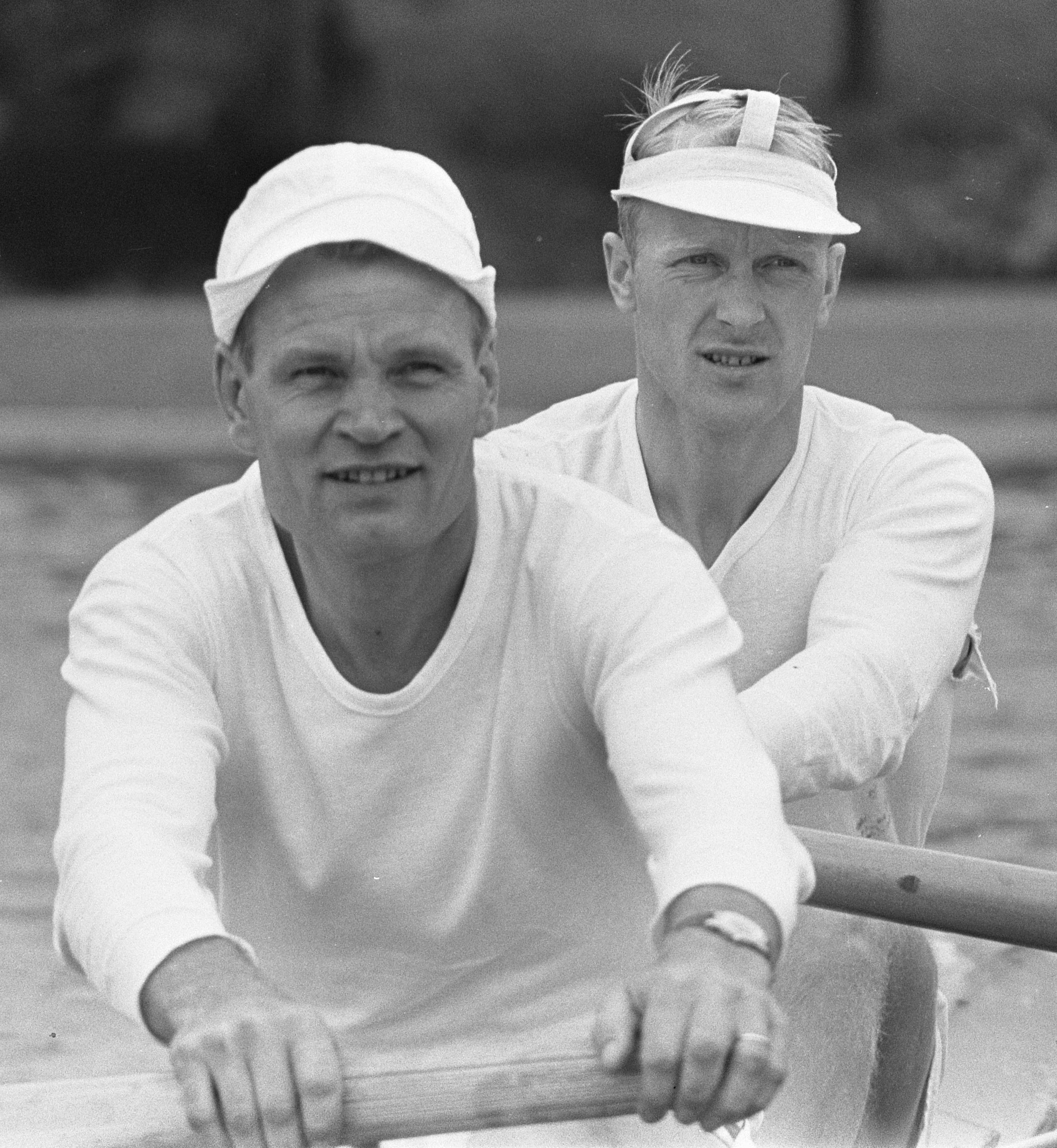
Toimi Pitkänen und Veli Lehtelä (hinten) 1964 in Amsterdam

Veli Veikko Valtteri Lehtelä (* 6. September 1935 in Sääksmäki; † 3. Juni 2020 in Valkeakoski) war ein finnischer Ruderer, der bei drei Olympiateilnahmen das Finale erreichte und zwei Medaillen gewann.

## Karriere
Der 1,83 m große Lehtelä gewann bei den Europameisterschaften 1955 zusammen mit Toimi Pitkänen und Steuermann Matti Niemi die Silbermedaille im Zweier mit Steuermann hinter dem Boot aus der Schweiz. Im Jahr darauf traten die drei Ruderer zusammen mit Reino Poutanen und Kauko Hänninen im Vierer mit Steuermann an und gewannen den Titel bei den Europameisterschaften 1956. Bei den Olympischen Spielen 1956 in Melbourne erkämpften die Finnen die Bronzemedaille mit zwei Zehntelsekunden Vorsprung auf das Boot der australischen Gastgeber, es siegte das italienische Boot vor den Schweden. 
In den folgenden Jahren traten Pitkänen und Lehtelä im Zweier ohne Steuermann an. Bei den Europameisterschaften 1958 gewannen die beiden ihren zweiten Europameistertitel nach dem Titel im Vierer 1956. Zwei Jahre später bei den Olympischen Spielen 1960 in Rom erkämpften die beiden Finnen die Bronzemedaille hinter den Booten aus der Sowjetunion und aus Österreich. 1961 siegte bei den Europameisterschaften 1961 der deutsche Zweier vor den Finnen. Im gleichen Jahr gewannen Pitkänen und Lehtelä bei der Henley Royal Regatta. Zum Abschluss ihrer Karriere erreichten Pitkänen und Lehtelä auch bei den Olympischen Spielen 1964 in Tokio das Finale, hier belegten sie allerdings abgeschlagen den sechsten und letzten Platz.